# Hans Göbbels
Hans Göbbels (Mönchengladbach, 7 maart 1936 – Mönchengladbach, 12 september 2018) was een Duitse voetballer. Hij speelde voor Borussia Mönchengladbach en VVV, meestal als middenvelder.

## Loopbaan
Tussen 1954 en 1963 speelde Göbbels 128 competitiewedstrijden voor Borussia Mönchengladbach op het hoogste niveau in West-Duitsland, de Oberliga West, met uitzondering van het seizoen 1957/58 waarin de Fohlen op het tweede niveau acteerden. Hij maakte deel uit van het elftal dat op 5 oktober 1960 de DFB-Pokal veroverde dankzij een 3-2 overwinning op Karlsruher SC. Hierdoor kwalificeerde Borussia zich voor de eerste editie van de Beker der bekerwinnaars (Europa Cup II). In de kwartfinale werd de Duitse bekerwinnaar uitgeschakeld door de latere finalist Glasgow Rangers. Göbbels speelde mee in de met 8-0 verloren terugwedstrijd. In de zomer van 1963 maakte hij samen met zijn ploeggenoot Friedhelm Frontzeck de overstap naar eerstedivisionist VVV. Een jaar later keerde Göbbels terug naar Duitsland waar hij nog vijf jaar actief was als speler-trainer bij VfJ Ratheim. In 2018 overleed hij op 82-jarige leeftijd.

## Clubstatistieken
| Seizoen        | Club                     | Competitie     | Competitie | Competitie | Beker | Beker | Overig1 | Overig1 | Totaal | Totaal |
| Seizoen        | Club                     | Competitie     | Wed.       | Dlp.       | Wed.  | Dlp.  | Wed.    | Dlp.    | Wed.   | Dlp.   |
| -------------- | ------------------------ | -------------- | ---------- | ---------- | ----- | ----- | ------- | ------- | ------ | ------ |
| 1954/55        | Borussia Mönchengladbach | Oberliga West  | 11         | 3          | –     | –     | –       | –       | 11     | 3      |
| 1955/56        | Borussia Mönchengladbach | Oberliga West  | 18         | 0          | –     | –     | –       | –       | 18     | 0      |
| 1956/57        | Borussia Mönchengladbach | Oberliga West  | 2          | 0          | –     | –     | –       | –       | 2      | 0      |
| 1957/58        | Borussia Mönchengladbach | II. Division   | 19         | 0          | –     | –     | –       | –       | 19     | 0      |
| 1958/59        | Borussia Mönchengladbach | Oberliga West  | 26         | 0          | –     | –     | –       | –       | 26     | 0      |
| 1959/60        | Borussia Mönchengladbach | Oberliga West  | 19         | 0          | 1     | 0     | –       | –       | 20     | 0      |
| 1960/61        | Borussia Mönchengladbach | Oberliga West  | 18         | 0          | –     | –     | 1       | 0       | 19     | 0      |
| 1961/62        | Borussia Mönchengladbach | Oberliga West  | 29         | 0          | –     | –     | –       | –       | 29     | 0      |
| 1962/63        | Borussia Mönchengladbach | Oberliga West  | 4          | 0          | –     | –     | –       | –       | 4      | 0      |
| 1963/64        | VVV-Venlo                | Eerste divisie | 26         | 0          | 1     | 0     | –       | –       | 27     | 0      |
| Carrièretotaal | Carrièretotaal           | Carrièretotaal | 172        | 3          | 2     | 0     | 2       | 0       | 176    | 3      |

1Overige wedstrijden, te weten Europacup II.